# 1976年歐洲共產黨和工人黨會議
52°31′21″N 13°24′48″E / 52.52250°N 13.41333°E
歐洲共產黨和工人黨代表會議於1976年6月29日至30日在由共產黨統治的東德的首都東柏林市召開，是一次國際共產黨會議。歐洲（阿爾巴尼亞、冰島和部分微型國家除外）共有29個共產黨和工人黨參與了這次會議。
這場會議凸顯了歐洲共產主義運動幾個重要的轉變。從這場會議中，可見蘇聯共產黨（蘇共）的影響力不斷下降，而歐洲各國共產黨當中獨立陣營和正統陣營之間的鴻溝也因為新政治思潮歐洲共產主義的崛起而變得更闊。

## 背景
在莫斯科召開的1969年共產黨和工人黨國際會議受到數個黨派（尤其是朝鮮勞動黨和越南勞動黨）的抵制，而其他與會者也藉着這場會議譴責蘇聯在1968年出兵介入捷克斯洛伐克政局，因此對東道主蘇聯來說，這次會議是徹底失敗的。舉行另一場國際共產黨和工人黨會議的提議在1969年會議過後提出，而蘇聯共產黨則希望借助這樣的一場會議重振失卻的聲望。然而，很多參與國際共產主義運動的組織（主要來自亞洲，也有部分來自歐洲）都反對召開另一場國際共產黨和工人黨會議。及至1970年代中，歐洲大部分主要的共產黨都有興趣召開只限歐洲共產黨參與的會議，而不是一場代表國際共產主義運動的會議。西歐在這個年代發生了幾次政治變革，令各大共產黨都想藉此獲利；當中引人注意的是西班牙和葡萄牙的右翼軍政府下台，政體改為代議民主制，另外法國共產黨（法共）和意大利共產黨（意共）也擺脫了在國會內受到孤立的局面:324。
一股理論思潮於1970年代在西歐部分國家的共產黨興起，是為歐洲共產主義。歐洲共產主義拒絕蘇聯共產黨的支配，並注重於發展適用於西歐的理論和實踐經驗。蘇聯當局對這股歐洲共產主義思潮感到厭惡，他們也希望能夠藉着舉行一場會議，成功制定一份相當於歐洲共產主義約章的文件，以維繫自身的支配地位。當時蘇聯的論調是強調各大洲共產主義運動團結的重要，否認不同共產黨之間有差異，並把東歐和西歐之間的差異說成是人為造成的。

## 籌備過程
會議召開之前的籌備過程曠日持久。歐洲各國共產黨曾在1974年10月至1976年6月期間展開激烈的談判過程，不過各類文獻對籌備會議的舉行次數卻有不同的記述，這些文獻記述的籌備會議舉行次數由12至16次不等:71。其中，第一次籌備會議在波蘭首都華沙召開。會議籌備期間，西班牙、意大利、法國、羅馬尼亞和南斯拉夫的共產黨敦促大會文件承認各個共產黨的獨立自主，而捷克斯洛伐克、波蘭、匈牙利、保加利亞和東德的共產黨則群起為蘇聯的立場辯護:71。籌備過程當中的各大政黨之間的意見分歧令會議要推遲一年舉行。
各黨在籌備過程初期定下的一項協議列明會議任何文件都要得到與會者一致同意才能通過，而另一項協議則列明會議討論事項的主題都要和和平、安全、裁軍和旨在促進社會進步的鬥爭有關。會議決議草案最後兩次編輯會議於1976年6月10日至11日和同月24日在東柏林舉行:145。
和之前的共產黨和工人黨國際會議不同的是，南斯拉夫共產主義者聯盟參加了這次會議和會議的籌備過程（阿爾巴尼亞勞動黨卻沒有參與其中）:17-18。從希臘共產黨分裂出來，奉行歐洲共產主義的希臘共產黨（國內派）被禁止參與這場會議，冰島的人民聯盟也抵制了這場會議。
意共在會議籌備過程進行的同時和另外兩個奉行歐洲共產主義的主要政黨舉行了兩場雙邊會議，其中一場是1975年7月意共和西班牙共產黨在利禾奴召開的會議，另一場是意共和法共在1976年夏季在羅馬召開的峰會。信奉歐洲共產主義的政黨之間並不團結；從籌備過程當中，就能夠看出這些政黨之間明顯的分歧。法共一方面批評蘇聯缺乏公民自由，另一方面卻為了意共提出的國際團結概念而對是否摒棄無產階級國際主義感到猶豫:95。法共和意共對康乃馨革命之後葡萄牙局勢的分析有分別，兩黨因而產生分歧。法共支持葡萄牙共產黨（葡共）的策略，而意共則對葡共作出公開的批評:347。

## 會議流程和文件

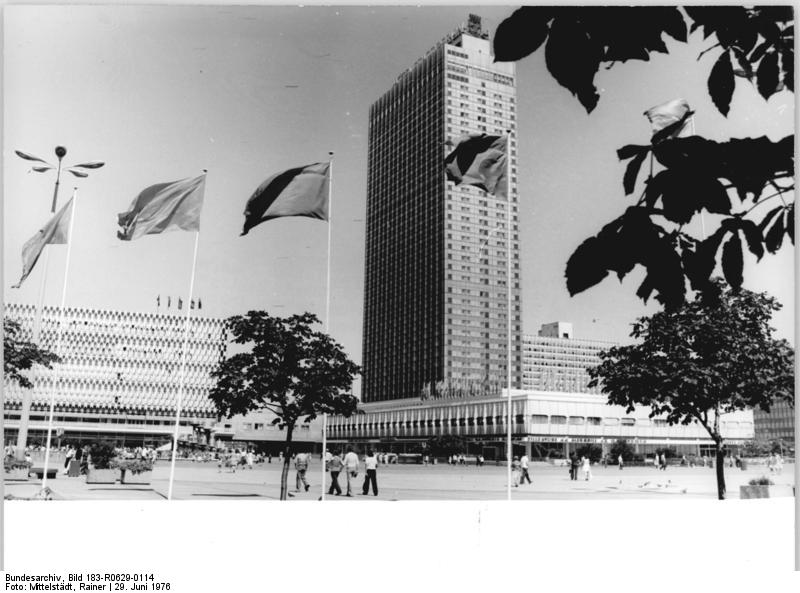
會議的舉行場地柏林城市飯店

雖然與會各黨代表在會議上演講的過程沒有出現直接交鋒的辯論場面，但是由此已經可以看出與會各國共產黨之間的立場分歧。西共領袖聖地亞哥·卡里略、意共領袖恩里科·貝林格和法共領袖喬治·馬歇曾在會上演講期間非難蘇聯政制一些方面的特質。貝林格指出，西歐的共產主義者支持國家實行民主制度而不奉行特定意識形態，也支持多元政治、言論自由、獨立工會和宗教自由。南斯拉夫領袖約瑟普·布羅茲·鐵托在向與會代表致詞時指出「共產主義者必須接受為社會主義、獨立、平等和互不干涉內政而奮鬥的不同道路。」羅馬尼亞領袖尼古拉·壽西斯古也對各黨獨立自主、互不干涉別黨內政的原則表示支持:75-77:146-147。其他在會議上表態支持歐洲共產主義運動的與會者還包括瑞典的拉爾斯·韋爾納、英國的戈登·麥克倫南和聖馬力諾的埃尔梅内吉尔多·加斯培罗尼。芬蘭共產黨主席阿爾內·薩里寧（Aarne Saarinen）也支持歐洲共產主義，不過他對歐洲共產主義的支持卻比較薄弱:146-147。
另一邊廂，也有其他與會代表加入發言，並重申他們會追隨蘇共的方針。保加利亞共產黨領袖托多爾·日夫科夫發言期間，在擁護「社會主義發展的一般規律」概念（和各黨應該自行制定社會主義的建設方式的觀點相反）這方面所表達的立場比蘇聯更堅定，又抨擊修正主義和強調每個共產黨（對本國人民和國際共產主義運動）的雙重責任:75-77。與會的正統陣營重要演講者還包括捷克斯洛伐克領袖古斯塔夫·胡薩克和東道主東德領袖埃里希·昂納克。其他表態支持蘇聯的與會政黨還包括希臘、葡萄牙、西德、盧森堡、丹麥、西柏林、土耳其、挪威和奧地利的共產黨，然而他們對蘇聯的支持強弱不一:146-147。

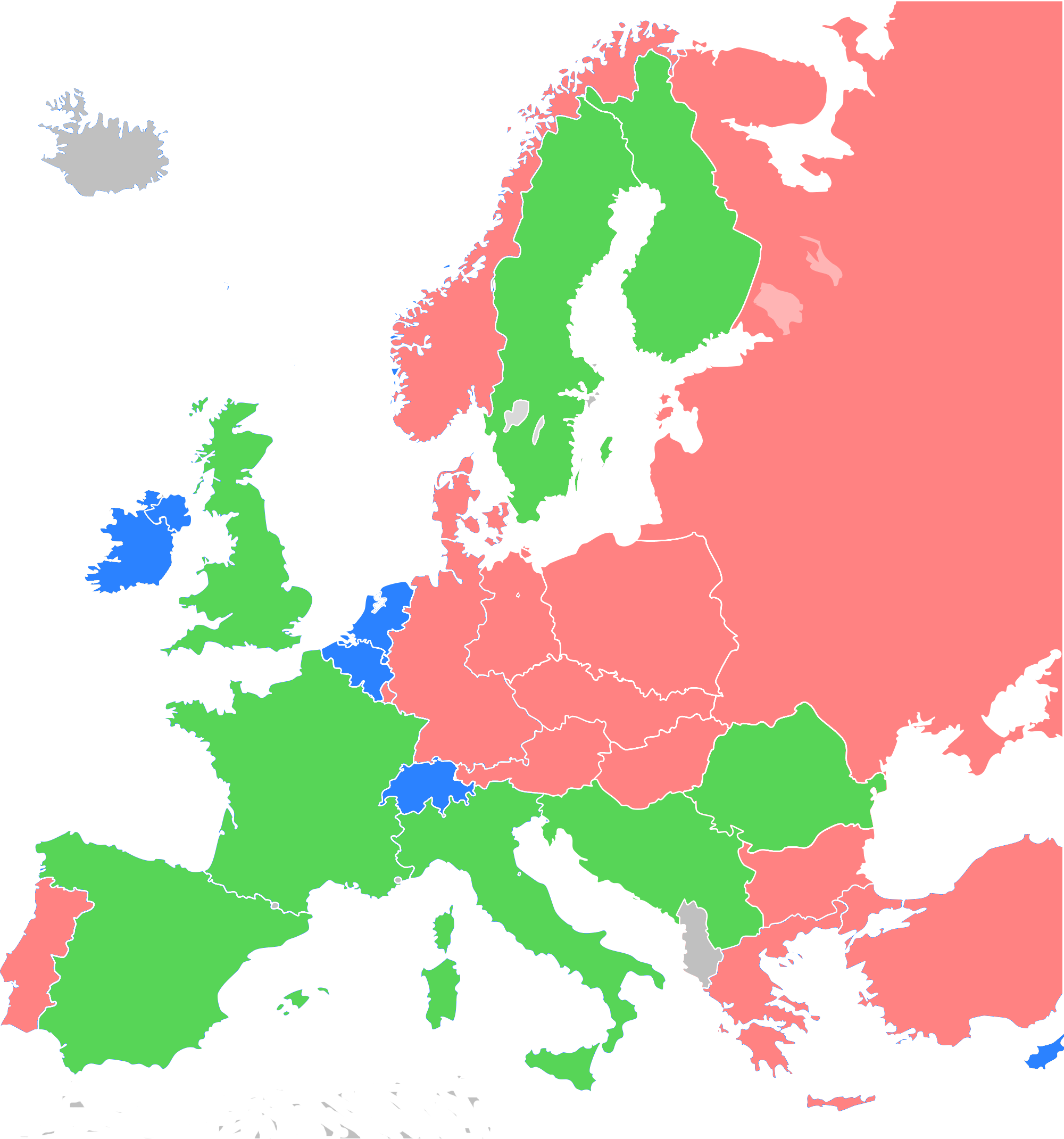
1976年柏林會議上歐洲各國共產黨的取態：
紅色：正統／親蘇陣營
綠色：歐洲共產主義／獨立陣營
藍色：中立陣營
灰色：抵制會議

和其他同屬正統陣營的與會共產黨領袖相比，蘇共領袖列昂尼德·勃列日涅夫在會上演講的語調較為和緩。他促請會議重申對無產階級國際主義的承擔，卻沒有提到雙重責任和互助（這兩點都是蘇聯對無產階級國際主義的論述的基礎）:75-77。波蘭領袖愛德華·蓋萊克和匈牙利領袖卡達爾·亞諾什在演說時也把自己視為正統陣營的一員，不過他們卻比較低調，而且都提到了自己國家個別的細微差異:146-147。
柏林會議當中，除了角力的主要雙方，也有一組與會政黨拒絕選邊站，既不站在歐洲共產主義陣營的一方，也不站在正統陣營的一方。這組政黨包括塞浦路斯、比利時、荷蘭、愛爾蘭和瑞士的共產黨和工人黨:146-147。
會議的最後文件題為《争取欧洲和平、安全、合作和社会进步》。和國際共產主義運動過往的做法相比，這份文件包含了幾個創新之處。文件其中一項重要的特徵是承認「各個共產黨平等獨立、有權決定自己黨的政策而不受外力干涉」的原則。由此可見，蘇共（至少在理論上）在「不干涉別黨內政」原則這方面向歐洲共產主義者的要求讓步。這份文件沒有提到馬克思列寧主義，而是提到「卡爾·馬克思、弗里德里希·恩格斯和弗拉基米爾·列寧的偉大思想」。「無產階級國際主義」在文件中也被「國際團結」這個詞語取代。而且，文件也指出共產黨之間友善的批評並不構成反共主義（暗示批評蘇聯政策不會被視為「反蘇主義」行徑，和蘇聯官方論調相反）:275。文件是直接發表的，通過的時候並沒有經過與會者聯署或者付諸表決；南斯拉夫後來批評了這個安排:75-77。
會議也支持赫爾辛基進程和國際人權公約。
和1969年會議的聲明不同，柏林會議的文件並不包括譴責中華人民共和國的字句。會議召開之前，蘇聯曾經促請大會譴責北京當局，卻被南斯拉夫、法國和義大利的共產黨阻撓。
法國共產黨在柏林會議上表示未來不會有可能以柏林會議的形式再舉行一次歐洲共產黨會議:95。

## 後續事件
德國統一社會黨中央委員會機關報《新德意志報》刊登了會議演講辭全文，然而蘇聯報章《真理報》卻把演講辭中較為刺耳的批評言辭刪走。對蘇聯來說，卡里略的演講特別難以接受。《真理報》試圖把會議描寫成無產階級國際主義的勝利和共產主義者團結的勝利，也試圖對會議中出現的分歧輕描淡寫。其他社會主義陣營國家的報章也有對會議演講辭進行審查、刪節:146-147。
柏林會議之後，歐洲共產主義者對蘇聯政策作出更多批評:283，也開始和社會主義陣營國家的異見人士增進關係，有時還會維護他們反抗國家政府的打壓。
當時蘇共從意識形態這方面作出含蓄的反駁，藉此以同樣的方式回應歐洲共產主義者的批評:283。1976年12月，日夫科夫在《和平與社會主義問題》雜誌上發表文章，為正統陣營發動了一次有名的反擊，他在文中指責歐洲共產主義是反蘇聯、「反無產階級國際主義的顛覆意識」。
南斯拉夫共產主義者聯盟宣稱蘇聯試圖令不同國家的共產黨顯得更團結， 而不願意揭露會議的真實情況，並抗議蘇聯扭曲會議文件的內容:75-77。
及至1980年4月，新一屆歐洲共產黨和工人黨會議在巴黎召開，不過會議的形式和柏林會議不同。巴黎會議沒有採納「會議文件要得到與會者一致同意才可以通過」的原則，而且還受到意大利、羅馬尼亞、西班牙、南斯拉夫、冰島、英國、荷蘭和聖馬力諾的共產黨抵制:36:311。和波蘭統一工人黨合辦這次會議的法國共產黨否認巴黎會議和柏林會議類似這種看法，因為與會政黨對會議通過的策略並沒有一致的立場:104。

## 與會政黨
| 國家         | 政黨                   | 代表團團長                                      | 活動狀態／ 國會議席數量                                           | 黨員人數  | 黨員人數 佔全國人口比率 | 參考來源           |
| ------------ | ---------------------- | ----------------------------------------------- | ----------------------------------------------------------------- | --------- | ----------------------- | ------------------ |
| 奥地利       | 奧地利共產黨           | 弗朗茨·穆里 （Franz Muhri） 主席                | 0 / 1831975年選舉                                                 | 20,000    | 0.25%                   | [ 26 ] [ b ]       |
| 比利时       | 比利時共產黨           | 讓·特爾夫維 （Jean Turfve） 副主席              | 2 / 2121974年大選                                                 | 15,000    | 0.15%                   | [ 26 ] [ b ]       |
| 保加利亚     | 保加利亞共產黨         | 托多爾·日夫科夫 第一書記                        | 執政黨                                                            |           |                         | [ 26 ]             |
| 賽普勒斯     | 勞動人民進步黨         | 赫里斯托斯·佩塔斯 （Christos Petas） 政治局委員 | 9 / 351970年選舉                                                  | 14,000    | 2.33%                   | [ 26 ] [ b ]       |
| 捷克斯洛伐克 | 捷克斯洛伐克共產黨     | 古斯塔夫·胡薩克 總書記                          | 執政黨                                                            |           |                         | [ 26 ]             |
| 丹麦         | 丹麥共產黨             | 克努德·耶斯佩森 主席                            | 7 / 1751975年大選                                                 | 8,000     | 0.16%                   | [ 26 ] [ b ]       |
| 芬兰         | 芬蘭共產黨             | 阿爾內·薩里寧 （Aarne Saarinen） 主席           | 40 / 2001975年選舉 （人民民主聯盟席數）                           | 50,000    | 1%                      | [ 26 ] [ b ]       |
| 法國         | 法國共產黨             | 喬治·馬歇 總書記                                | 73 / 4881973年選舉                                                | 700,000   | 1.32%                   | [ 26 ] [ b ]       |
| 东德         | 德國統一社會黨         | 埃里希·昂納克 總書記                            | 執政黨                                                            |           |                         | [ 26 ]             |
| 西德         | 德國的共產黨           | 赫伯特·米斯 主席                                | 0 / 4961972年選舉                                                 | 40,000    | 0.07%                   | [ 26 ] [ b ]       |
| 希腊         | 希臘共產黨             | 哈里劳斯·弗洛拉基斯 第一書記                    | 5 / 3001974年選舉                                                 |           |                         | [ 26 ] [ b ]       |
| 英國         | 大不列顛共產黨         | 戈登·麥克倫南 總書記                            | 0 / 6351974年10月大選                                             | 25,000    | 0.05%                   | [ 26 ] [ b ]       |
| 匈牙利       | 匈牙利社會主義工人黨   | 卡達爾·亞諾什 第一書記                          | 執政黨                                                            |           |                         | [ 26 ]             |
| 愛爾蘭       | 愛爾蘭共產黨           | 邁克爾·奥賴爾登 總書記                          | 0 / 1441973年大選 （愛爾蘭共和國） 0 / 78 1975年選舉 （北愛爾蘭） | 600       | 0.01%                   | [ 26 ] [ b ]       |
| 義大利       | 義大利共產黨           | 恩里科·貝林格 總書記                            | 227 / 6301976年選舉                                               | 2,000,000 | 3.57%                   | [ 26 ] [ b ]       |
| 盧森堡       | 盧森堡共產黨           | 多米尼克·欧班尼 主席                            | 5 / 591974年大選                                                  | 1,000     | 0.25%                   | [ 26 ] [ b ]       |
| 荷蘭         | 荷蘭共產黨             | 亨克·胡克斯特拉 主席                            | 7 / 1501972年大選                                                 | 14,000    | 0.1%                    | [ 26 ] [ b ]       |
| 挪威         | 挪威共產黨             | 馬丁·古納爾·克努特森 主席                       | 1 / 1551973年選舉                                                 | 2,500     | 0.06%                   | [ 26 ] [ b ] [ c ] |
| 波蘭         | 波蘭統一工人黨         | 愛德華·蓋萊克 第一書記                          | 執政黨                                                            |           |                         | [ 26 ]             |
| 葡萄牙       | 葡萄牙共產黨           | 阿爾瓦羅·庫尼亞爾 總書記                        | 40 / 2631976年選舉                                                | 160,000   | 1.6%                    | [ 26 ] [ b ]       |
| 羅馬尼亞     | 羅馬尼亞共產黨         | 尼古拉·壽西斯古 總書記                          | 執政黨                                                            |           |                         | [ 26 ]             |
| 圣马力诺     | 聖馬力諾共產黨         | 埃尔梅内吉尔多·加斯培罗尼 主席                  | 15 / 601974年大選                                                 | 1,000     | 5.26%                   | [ 26 ] [ b ]       |
| 苏联         | 蘇聯共產黨             | 列昂尼德·勃列日涅夫 總書記                      | 執政黨                                                            |           |                         | [ 26 ]             |
| 西班牙       | 西班牙共產黨           | 聖地亞哥·卡里略 總書記                          | 非法政黨                                                          | 200,000   | 0.56%                   | [ 26 ] [ b ]       |
| 瑞典         | 左翼党－共产党人       | 拉爾斯·韋爾納 主席                              | 19 / 3501973年大選                                                | 17,000    | 0.21%                   | [ 26 ] [ b ]       |
| 瑞士         | 瑞士勞動黨             | 雅各布·勒希萊特 中央委員會書記                  | 5 / 2001975年選舉                                                 | 7,000     | 0.12%                   | [ 26 ] [ b ]       |
| 土耳其       | 土耳其共產黨           | 伊斯邁爾·比倫 總書記                            | 非法政黨                                                          | 2,000     | 0.005%                  | [ 26 ] [ b ]       |
| 西柏林       | 西柏林統一社會黨       | 埃里希·齊格勒 副主席                            | 0 / 1471975年選舉                                                 | 5,000     | 0.25%                   | [ 26 ] [ b ]       |
| 南斯拉夫     | 南斯拉夫共產主義者聯盟 | 約瑟普·布羅茲·鐵托 主席                         | 執政黨                                                            |           |                         | [ 26 ]             |

## 備註
1. ↑  卡里略在大會致辭時提到：「我們的地位引致我們黨過去和現在所遭受的磨難，也令我們要經歷地下活動的時期，不過這個過程卻把以科學共產主義和一種建基於犧牲和宿命感的神秘主義鑄造而成的合金打磨成型。我們已經建立起一種新的教會，由我們自己的殉道者和先知。莫斯科是我們的夢想首先開始成真的地方，一直以來這裏對我們來說就像是羅馬（教廷）。我們談到偉大的十月社會主義革命的時候，就像是提起我們的聖誕節那樣。當時我們還只是處於草創時期，不過現在我們已經壯大了[25]。」
2. 1 2 3 4 5 6 7 8 9 10 11 12 13 14 15 16 17 18 19 20 21  西歐各國共產黨黨員人數的數據都是阿歷克·卡爾貝爾格（Alec Carlberg）在《歐洲的共產主義之路》（Europas väg till socialismen）一書中所作的粗略估計[7]:347-351，而黨員人數佔全國人口比率則以卡爾貝爾格舉出的數據和1976年西歐各國的人口數據（聖馬力諾人口數以《歐洲區域研究：西歐2003》（Regional Survey of the World: Western Europe 2003）一書[27]為準，北愛爾蘭人口數以北愛爾蘭統計研究局的數據[28]為準，西柏林人口數以德國經濟研究所的數據[29]為準，其餘各國人口數以1978年世界銀行出版的《世界發展報告》[30]為準）為基礎而進行計算。因此，上表列出的黨員人數和黨員人數佔總人口比率百分比並不精確，然而這些數據卻能概括這段時期西歐各國共產黨的相對實力。
3. ↑  挪威共產黨在1973年議會選舉中成功設法派出該黨時任主席萊達爾·T·拉爾森代表社會主義選舉聯盟在海德馬克郡參選，並當選該郡國會議員[31][32]。